# إلفين دبليو. كرين
إلفين دبليو. كرين هو محامي وسياسي أمريكي، ولد في 20 أكتوبر 1853، وتوفي في 9 يناير 1909. انتخب عضو جمعية نيوجيرسي العامة ‏.